# First Time (bài hát của Kygo và Ellie Goulding)
"First Time" là một bài hát của DJ người Na Uy Kygo và ca sĩ-nhạc sĩ người Anh Ellie Goulding. Bài hát được phát hành vào ngày 28 tháng 4 năm 2017, dưới dạng đĩa đơn thứ hai trích từ đĩa mở rộng đầu tay của Kygo, Stargazing (2017).

## Danh sách bài hát
| Digital download | Digital download | Digital download |
| STT              | Nhan đề          | Thời lượng       |
| ---------------- | ---------------- | ---------------- |
| 1.               | "First Time"     | 3:13             |

## Xếp hạng
| Bảng xếp hạng (2017)                            | Vị trí cao nhất |
| ----------------------------------------------- | --------------- |
| Australia (ARIA)                                | 29              |
| Áo (Ö3 Austria Top 40)                          | 23              |
| Bỉ (Ultratip Flanders)                          | 1               |
| Bỉ (Ultratip Wallonia)                          | 28              |
| Canada (Canadian Hot 100)                       | 26              |
| Cộng hòa Séc (Singles Digitál Top 100)          | 13              |
| Denmark (Tracklisten)                           | 18              |
| Phần Lan (Suomen virallinen lista)              | 15              |
| France (SNEP)                                   | 34              |
| Trường songid là BẮT BUỘC CHO BẢNG XẾP HẠNG ĐỨC | 28              |
| Ireland (IRMA)                                  | 21              |
| Italy (FIMI)                                    | 41              |
| Hà Lan (Dutch Top 40)                           | 28              |
| Hà Lan (Single Top 100)                         | 27              |
| New Zealand (Recorded Music NZ)                 | 32              |
| Norway (VG-lista)                               | 3               |
| Bồ Đào Nha (AFP)                                | 55              |
| Scotland (OCC)                                  | 10              |
| Slovakia (Rádio Top 100)                        | 86              |
| Slovakia (Singles Digitál Top 100)              | 13              |
| Spain (PROMUSICAE)                              | 64              |
| Sweden (Sverigetopplistan)                      | 6               |
| Thụy Sĩ (Schweizer Hitparade)                   | 14              |
| Anh Quốc (OCC)                                  | 34              |
| Hoa Kỳ Billboard Hot 100                        | 67              |
| Hoa Kỳ Hot Dance/Electronic Songs (Billboard)   | 9               |